# Etnolekt słowiński

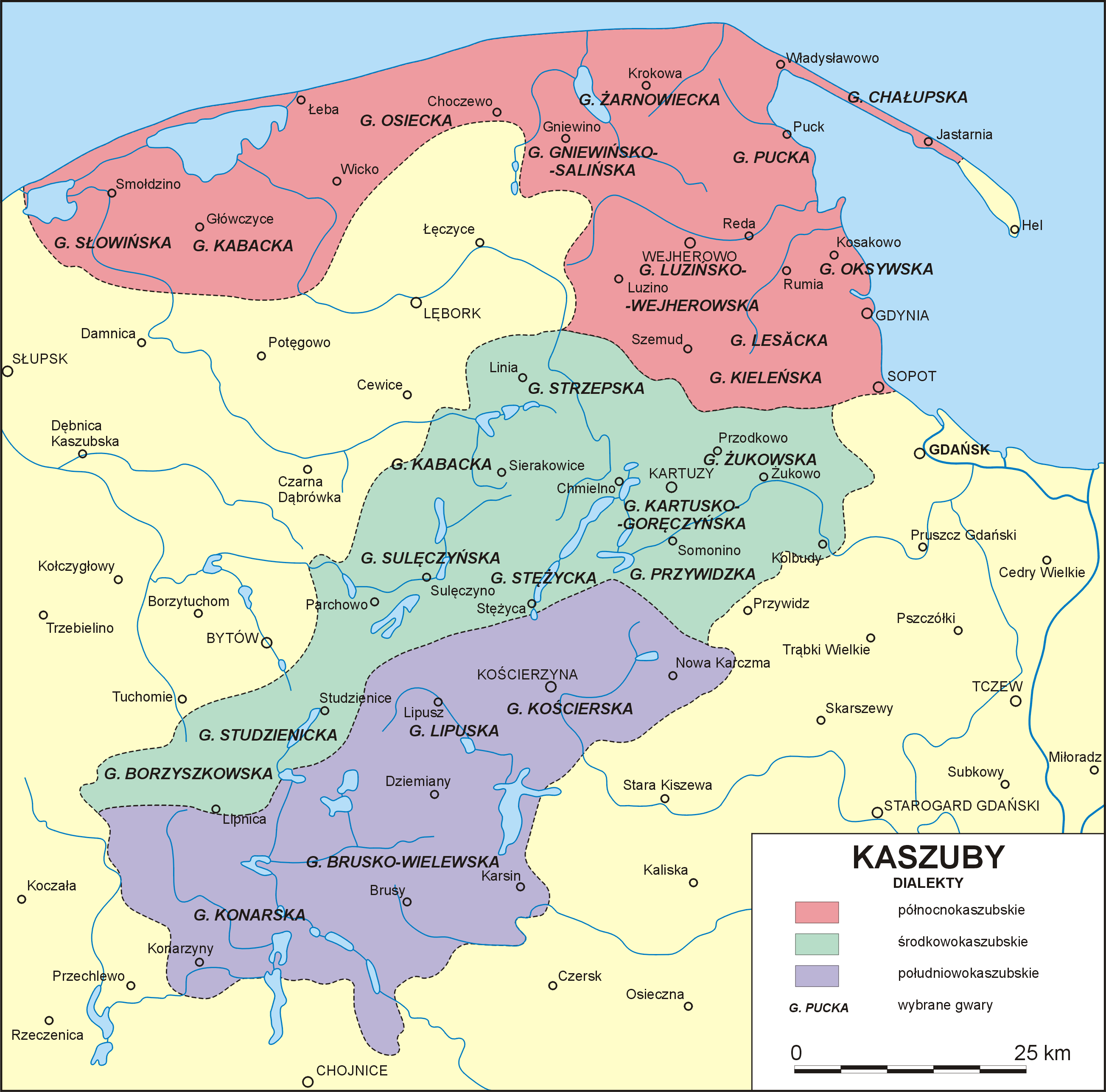
Etnolekt słowiński wśród gwar kaszubszczyzny na początku XX wieku

Etnolekt słowiński, gwara słowińska, język słowiński – mowa zachodniosłowiańska kwalifikowana obecnie jako odrębny język, dialekt kaszubszczyzny (jeśli ją samą uznać za język), lub jej gwarę/poddialekt (jeśli traktować ją jako dialekt języka polskiego). Inna teza mówi natomiast o języku pomorskim, którego kaszubszczyzna i słowińszczyzna mają stanowić dwa z trzech dialektów (trzecim są wymarłe w XVII w. gwary zachodniopomorskie). Friedrich Lorentz, kwalifikował go jako język, gdzie wyróżniał dwa główne dialekty: wschodnio- i zachodniosłowiński. Należy do pomorskiej grupy języków lechickich. Posługiwali się nią Słowińcy zamieszkujący Pomorze. Gdy teren ten znajdował się pod władzą Prus, a później Niemiec, ulegał on silnej germanizacji. Gwara przetrwała do początku XX wieku, a nawet śladowo do lat 60. XX w. – najdłużej we wsi Kluki, gdzie znajduje się obecnie skansen Muzeum Wsi Słowińskiej.

## Klasyfikacja i terminologia
Status słowińszczyzny jest ściśle związany z przynależnością etniczną/etnograficzną Słowińców, którzy sami siebie nazywali Kaszubami nadłebskimi, a zatem identyfikowali się z ludnością kaszubską. Nazwa „Słowińcy” (pochodna od „Słowianie”) powstała prawdopodobnie po to, by podkreślić łączność Kaszubów nadłebskich ze Słowianami, gdyż tereny przez nich zamieszkane były zdominowane przez Niemców. Fakt ten był interpretowany różnie, prof. Zygmunt Szultka jednoznacznie zakładał, że w tym kontekście „słowiański” znaczy „polski”. Z tego powodu określenie „język słowiński” uchodzi za niewłaściwe i częściej preferuje się w językoznawstwie termin „gwara słowińska”, który determinuje przynależność etnolektu słowińskiego do kaszubszczyzny, tak jak Słowińcy przynależą do kaszubskiej grupy etnograficznej.

## Historia etnolektu

### Zasięg do połowy XIX w.[10]
Gwara słowińska, jako część języka pomorskiego na Pomorzu Zachodnim, powstała na obszarze między Odrą a Parsętą. Sama nazwa Kaszubi pojawiła się w XIII w., wchodząc między innymi do tytulatury książęcej.
W miarę upływu czasu zasięg gwary zmniejszał się znacznie w wyniku procesów germanizacyjnych, a zachodnia granica jej zasięgu przesuwała się na wschód. Pod koniec XVIII w. przebiegała ona z północy na południe, od Rowów przez Objazdę, Wrzeście i Damnicę oraz Dobieszewo, a więc około 15-20 km na wschód od Słupska. 
W następnym wieku (1850 r.) przesunęła się już w pobliże granicy Prus Zachodnich (Pomorza Gdańskiego), pozostawiając poza strefą językową kaszubską Lębork. Jedynie pas nadmorski z Wierzchucinem, Sarbskiem, Łebą i Charbrowem oraz rejon nad jeziorami Łebsko i Gardno z najdalej wysuniętymi punktami na południe: Janowice, Stowięcino, Łojewo i na zachód – Objazdą i Rowami, pozostał obszarem, gdzie mówiono jeszcze po słowińsku.
O żywotności pomorszczyzny w tym rejonie świadczy to, że w XVII w. istniała potrzeba wydrukowania w tym języku katechizmu, ponieważ ludność wiejska nie znała języka niemieckiego. Został on wydany w 1643 r. w Gdańsku, staraniem Michała Mostnika (Pontanusa) pastora ze Smołdzina. Katechizm wydano pod tytułem "Mały Catechism D. Marcina Luthera, niemiecko-wandalski abo słowięski...".

### W XIX i XX w.[12]
W Klukach, podobnie jak w Izbicy, etnolekt słowiński zachował się najdłużej w porównaniu do innych okolicznych miejscowości. Wpłynęło na to niewątpliwie położenie wsi w trudno dostępnej okolicy, oddzielonej podmokłymi i bagnistymi terenami. Do czasu wybudowania utwardzonych dróg, co miało miejsce na początku XX w., przez znaczną część roku dojazd do niej był prawie niemożliwy. Stwierdzali to liczni uczeni w XIX w. m.in.: rosyjski slawista i etnograf Aleksander Hilferding oraz niemieccy Friedrich Lorentz i Franz Tetzner, którzy badali te okolice i same Kluki. 
A. Hilferding po podróży na te tereny w 1856 r. pisał, że etnolekt słowiański zachował wiele większą żywotność tam „gdzie żyją rybacy i gdzie pobudowali oni swoje chaty pośród bagien”. Tereny te rzadko odwiedzano, a dopływu osadników z innych rejonów kraju nie było. Za sprawą wspomnianego rosyjskiego uczonego, od połowy XIX w. upowszechniła się nazwa Słowińcy dla autochtonicznych mieszkańców okolic jeziora Łebsko. 
Do zaniku etnolektu słowińskiego przyczyniło się upowszechnienie oświaty w języku niemieckim. W Klukach istniała szkoła podstawowa już od 1738 r. Początkowo uczono w niej w języku kaszubskim i niemieckim, lecz od XIX w. już wyłącznie w niemieckim. Jednocześnie likwidowano nabożeństwa ewangelickie po słowińsku (od 1856 r. w Smołdzinie, a od 1886 r. w Główczycach).
Na początku XX w. słowińszczyzna praktycznie zanikła. W 1926 r. Herbert Fischer stwierdził, że jedynie kilku rybaków z Kluk w pełni rozumie mowę pomorską. Najdłużej, bo aż do lat 70. przetrwało słowińskie słownictwo związane z działalnością rybacką i rolniczą oraz fragmenty modlitw i pieśni ludowych. Zachowały się też nazwy miejscowe oraz nazwiska słowińskie, np.: Kötsch (Kecz), Kaitschik (Kajczyk), Schimanke (Szymanko). Ostatnią osobą znającą jeszcze gwarę był przypuszczalnie Otto Kirk, który jako ponad 80-letni starzec usiłował w 1945 r. porozumiewać się po słowińsku z żołnierzami Armii Czerwonej.
Ostateczny zanik mowy słowińskiej nastąpił w wyniku wyjazdów około 100 autochtonów z Kluk do RFN na początku lat 70. Obecnie mieszkają oni głównie w okolicy Hamburga.

## Badania etnolektu
Etnolekt słowiński za osobny język uznawał, jako pierwszy wśród badaczy, Friedrich Lorentz. Stwierdził on też, że na poziomie fonetyki słowińszczyzna jest bliższa gwarom dialektu północnokaszubskiego języka pomorskiego, niż gwary północnokaszubskie południowokaszubskim. Słowińszczyznę wyróżniała jednak większa archaiczność oraz pewna część leksyki. Sami Słowińcy uważali się za Kaszubów (m.in. za relacją Ottona Knoopa, słowińskiego chłopa), nie używali zaś terminu „Słowińcy”. Właściwszym terminem wydaje się więc „Kaszubi nadłebscy”, gdyż już po niemal całkowitej ich germanizacji określali się jako „Lebakaschuben”.
Kaszubi nadłebscy, podobnie jak sąsiadujący z nimi Kabatkowie oraz Kaszubi z Helu, byli w większości luteranami (w odróżnieniu od zdecydowanej większości pozostałych Kaszubów, u których dominuje katolicyzm). Jest to skutkiem przede wszystkim tego, iż Kaszubi-ewangelicy ulegli szybciej germanizacji, wchodząc w skład grupy etnicznej tzw. Pomrów (Niemców pomorskich).

## Cechy
Mowę słowińską cechowało, większe niż w innych dialektach, nasilenie cech pomorskich wspólnych z dialektami zachodniolechickimi. Wiele zmian zaszło pod wpływem odcięcia od bezpośredniego wpływu gwar polskich i germanizacji, np. pod koniec okresu istnienia zanikły opozycje spółgłosek twardych i miękkich oraz dźwięcznych i bezdźwięcznych.
Przykładowe cechy szczególne dla etnolektu słowińskiego:
- rodzajnik określony (tìe̯n)[17] działający na podobnych zasadach jak w języku niemieckim
- palatalizacja miękkich /k/, /g/ oraz /x/ do odpowiednio /c͡ç/, /ɟ͡ʝ/ oraz /ç/ zapisywanych jako ħ, ђ i χ̌, np. ħĩχăc – kichać; ђĩbăc – gibać; χ̌ĩlĕc – chylić.[18]
- palatalizacja /k/, /g/ oraz /x/ poprzedzonych samogłoską przednią do odpowiednio: /kʲ/, /gʲ/ oraz /xʲ/ zapisywanych jako ḱ ǵ i χ́.[19]
- bylaczenie czyli zanik podziału ł oraz l.[20]
- Podobnie jak w języku dolnołużyckim, w celowniku występują końcówki -ɵjʉ̇, -ejʉ̇ (obok -ʉ̇) (por. dłuż. dub:duboju, pjakaŕ:pjakarjeju).
- Zachowana została liczba podwójna jako osobna kategoria gramatyczna.[21]

## Gramatyka
Gramatyka słowińska wykazuje cechy typowo słowiańskie, takie jak: odmienność rzeczowników, przymiotników, czasowników, zaimków i liczebników, formy porównawcze i stopniowanie, ale w szczególności zachowuje liczbę podwójną, która obecnie występuje tylko w słoweńskim i łużyckich językach słowiańskich. Wiele z jej końcówek gramatycznych różni się od tych we współczesnym kaszubskim.

## Przykład etnolektu
| polski            | słowiński | połabski      | kaszubski | dolnołużycki |
| ----------------- | --------- | ------------- | --------- | ------------ |
| syn, chłopiec     | vʉ̀ɵ̯trɵk   | våtrük        | òtrok     | góle, gólc   |
| ja                | jǻu̯       | joz           | jô        | ja           |
| biały             | bjǻu̯lï    | b́olĕ          | biôłi     | běły         |
| ogień             | vʉ̀ɵ̯ђeń    | viďėn         | òdżiń     | wogeń        |
| jedno             | jȧ̃nɵ      | janü          | jedno     | jadno        |
| jesteśmy          | jìe̯smä    | jismoi, jismĕ | jesmë     | smy          |
| język             | ją̃zĕk     | jǫzĕk, rec    | jãzëk     | rěc          |
| kto               | χtʉ̀ɵ̯      | kåtü          | chto      | chto         |
| kiedy             | ga        | ?             | czej, ga  | ga           |
| kamień            | ką̃m       | komoi         | kam       | kamjeń       |
| on                | vʉ̀ɵ̯n      | vån           | òn        | wón          |
| jaki              | jaħḯ      | koťĕ          | jaczi     | kaki         |
| ojciec            | vɵ̀tc      | ľoľă          | òjc       | nan          |
| dziewczę, dziewka | ʒė́fčą     | defkă         | dzéwczã   | źowćo        |

Modlitwa Pańska
| Wschodniosłowiński (gwara witkowska) | Zachodniosłowiński (gwara retowska) |
| --- | --- |
| vө̀·i̯čä nãš, tȧ̃-jĕs v-ńìe̯bjä, svją̃cѳnѳ bą̃ʒä ï̂mją tvùѳ̯jä, přï̂ʒä krѳlɛ̃i̯stvѳ Tvùѳ̯jä, tvùѳ̯jä vùѳ̯lå są-fstą̃ńĭ jãkѳ v-ńìe̯bjä tãkѳ nãzemjï, χlė́b-năš pѳfšė́dnï dẽi̯-nȯu̯m ʒï̂s, a-vө̀·tpʉscä-nȯ̋u̯m našėvjĩnä, jäk-mȧ̃ vө̀tpʉ̇́scïmä nãšėmʉ̇ vjinѳvãtėmʉ̇, a-ńìe̯vevѳʒä-na̋s f-pѳkʉšìe̯ńė, ãlä năs-vȧ̃bavjĭ vѳt-fšìe̯vå zlė̂vå. te-tváo̯-jĕstă mùѳ̯c, χváo̯lă, počìe̯snosc vө̀d-vjekʉ̇ ăš-nã-vjeḱ. áo̯mĕn. | vò·i̯čä nãš, χtùo̯rï jìe̯s v-ńìe̯bjä, svjì·cänŏ bą̃ʒä ï̂mją tvùo̯jä, přï̂ʒä dŏ-nãš tvė-krŏlɛ̃i̯stvŏ, fstą̃ńĭ vùo̯lă tvùo̯jă jakŏ-v-ńìe̯bjä tãk na-zì·mjï, χlė́p pŏfšė́dnï dẽi̯-nȯu̯m ʒï̂s, vò·tpŭscä našė-gřė̂χ̌ĭ, jakŏ-mä̃ vŏtpu̇́scïmä nãšĭm vjĭnŏvãi̯cȯu̯m, ńìe̯vŏʒä nãs f-pŏkŭšì·ńė, năs-vä̀-bavjĭ vŏt-fšìe̯vå zlė̂vå, χtùo̯rï mǻu̯š mùo̯c, χvǻu̯lą, pùo̯čestnŏsc ve-vječnùo̯scï. ãmĕn. |

Poniższy tekst, wygłoszony przez Marcina Klëkę, został zapisany w 1911 roku w Klukach Smołdzińskich przez Mikołaja Rudnickiego. Zastosowano zapis oryginalny.

ˈNaši-ˈˈstaͦu̯ři ˈtii̯-mjeli-ten-slɵvjinsћi-ˈˈaᵒ̯rnt. A-f-tim-ˈfšȧtkɵ ˈpʉ̯ɵ-slɵvjinskʉ ˈstʉ̯ɵjalɵ, cɵ-nas-ˈna-tim ˈsvjece-be-paseˈrʉ̯ɵvalɵ. A-ˈnińa-te-ˈčase sǫ-ˈpřȧšle, cɵ-ˈmȧ-tɵ-fšȧtkɵ-ˈvjiʒeme, cɵ-ten-slɵˈvjinsћi-ˈˈaᵒ̯rnt f-svim-ˈpjismje nȯm-ˈpʉ̯ɵvjadöl. ˈPřėt-kɵńca ˈsvjata ˈtei̯-be-bele-bʉˈdȯų̯ne kamjeˈńiste ˈdrʉ̯ɵђi, a-ga-ˈtą-be-belɵ te-be-bele-ži̯eˈlaͦu̯znė  ˈdrʉ̯ɵђi, a-ˈtei̯-be-beli taћi-ˈꭓlʉ̯ɵpji tii̯-be-ˈnʉ̯ɵsili špȧc-ˈmʉce, a-ˈtii̯-be-ˈdřepjejeli ˈmaͦu̯lim ˈlȧʒem … ˈkrą vɵt-zanɵkˈcaͦu̯. ˈNïńa ˈtɵ-maͦme-ˈfšȧtkɵ ˈpřed-vɵčima fšȧtkɵ-ˈvjiʒeme, cɵ-ten-ˈaᵒ̯rnt slɵˈvjinsћi nȯm-ˈpravǫ-ˈpröu̯dą ˈpʉ̯ɵvjadöl.